# Časová vlna
Časová vlna (v anglickém originále Timewave) je třetí díl dvanácté řady (a celkově sedmdesátý) britského sci-fi sitcomu Červený trpaslík. Poprvé byla epizoda odvysílána 26. října 2017 na britském televizním kanálu Dave.

## Námět
Posádka Trpaslíka se musí dostat na palubu plavidla, kterému hrozí srážka s měsícem. Loď totiž nikdo neovládá, protože si každý dělá co chce a jakákoliv kritika je přísně trestána.

## Děj
Červený trpaslík parkuje na orbitě měsíce, který je bohatý na helium-7. Rimmer ho při krátkém obřadu zabere pro Jupiterskou důlní společnost a pojmenuje ho podle sebe. Než ale začne s těžbou, musí se všichni rychle odebrat zpátky na Trpaslíka, protože se blíží sluneční bouře. Jenže to není bouře, ale podle Krytonova odhadu časová vlna vyvolaná kolapsem černé díry. To se potvrdí vzápětí, když se na monitoru objeví loď SS Enconium z 24. století. Bohužel její kurz je kolizní s měsícem Rimmer, případná exploze helia-7 by navíc zničila celý sektor. Než se ale dostanou na palubu Enconia, zjistí Kryton jeden znepokojivý fakt: na lodi je zakázána jakákoliv kritika a kdo to poruší, jde do vězení. 
Problémy začnou hned po přistání: každý se obléká jak chce a dělá si co chce, takže nic nefunguje. Zástupce Ziggy Briceman se vydá hledat kapitána a trpaslíkovci se mezitím chtějí najíst v jídelně. Neschopná servírka ovšem nejprve opaří Rimmera, který ji za to zkritizuje a k němu se vzápětí přidá Lister, jemuž se zase nelíbí jídlo. Servírka je okamžitě nahlásí místní policii, která je zastaví a začne vyslýchat. Málem se z celé situace vylžou, jenže pak Kocour několikrát hrubě urazí jednoho z policistů a celá čtveřice je odvedena do cely. Pokus o útěk selže, a tak jsou všichni odsouzeni ke konečnému trestu: k odstranění jejich vnitřního kritika pomocí extraktoru, který ho zhmotní v malé nádobce a následně ho zničí. Jako první jde na řadu Rimmer, jenže jeho vnitřní kritik je neuvěřitelně silný a přístroj proces nezvládne. Nádobka s Rimmerovým vnitřním kritikem se rozbije a ten tak obživne. V souboji argumentů se ho naštěstí Listerovy a Rimmerovy podaří překonat a vnitřní kritik se rozplyne. Přítomný Ziggy Briceman dojde k závěru, že ne všechna kritika je špatná a celá jeho filozofie byla špatná. Následně odvolá zákon proti kritice a pověří techniky, aby změnili kurz a odvrátili srážku s měsícem.
Zpátky v jídelně se Briceman rozhodne odměnit Trpaslíkovce za záchranu lodě vlastnoručně namalovaným obrazem, který ale připomíná dětskou malůvku. Lister konstatuje, že se mu příliš nepovedl, načež Briceman dostane hysterický záchvat. Nejenže okamžitě zavede zákon o kritice zpátky do praxe, navíc chce nechat Trpaslíkovcům okamžitě vysát vnitřního kritika. Celá čtveřice se dává okamžitě na útěk…